# Mordy (zespół muzyczny)
Mordy – polski zespół muzyczny założony w 1994 roku w Sopocie przez Grzegorza Welizarowicza (Ego), Tomasza Bergmanna (Sex i Heaven) i perkusisty Tomasza Rogosia. W latach 1996–2006 członkiem zespołu był Marcin Dymiter (Ewa Braun, Mapa, Emiter), z którym Mordy wydały cztery pierwsze albumy studyjne. W 2000 roku z zespołu odszedł Rogoś, zastąpił go Bartłomiej Adamczak (Ego). Między 2003 a 2006 w zespole grał na trąbce Wojciech Jachna (Sing Sing Penelope, Contemporary Noise Quintet). Pod koniec 2006 roku Mordy po raz kolejny zmieniły skład i grały jako trio.

## Skład
- Bartłomiej Adamczak – perkusja
- Grzegorz Welizarowicz – bas, gitara, wokal, sample
- Tomasz Bergmann – gitara, wokal, bas
- Krzysztof Stachura – gitara

## Dyskografia
- Normalforma Antena Krzyku Unc. 2000
- Zapiski ze strychu Mordy 2002
- Of Fruits Post_Post 2003
- Antrology Tone Industria 2004
- Wielkolud Mordy Rec., 2008
- Nobody Nasiono Records, 2011